# Renegade Press
Renegade Press était une maison d'édition américaine fondée par la canadienne Deni Loubert et active de 1984 to 1988. Parmi les titres les plus notables publiés par Renegade se trouvent Flaming Carrot, Ms. Tree et Normalman.

## Histoire
Loubert était éditrice chez Aardvark-Vanaheim jusqu'à ce qu'elle divorce d'avec Dave Sim (propriétaire d'Aardvark-Vanaheim). Elle part alors vivre aux États-Unis et fonde la maison d'édition Renegade Press. Tous les auteurs publiés par Aardvark, à l'exception notable de Cerebus de Dave Sim la suivent et se font édités par Renegade (s'y retrouvent entre autres Flaming Carrot Comics, Journey: The Adventures of Wolverine MacAlistaire, normalman, Neil the Horse et Ms. Tree.)
Bien que le lancement de Renegade se fasse en fanfare, les titres n'ont pas un nombre d'exemplaires suffisants pour permettre à la société de se développer. Au début de 1988, Renegade tente de revoir sa stratégie mais cela s'avère insuffisant et plus tard dans l'année cesse toute publication. En Juillet 1989 il est annoncé que Renegade cesse définitivement ses activités.

## Titres
- Agent Unknown
- Amusing Stories
- 3-D Zone Pack Vol. 2 (#6–10)
- 3-D Zone Set
- Barefootz
- Cases of Sherlock Holmes
- Cecil Kunkle Vol. 1 (1986)
- Ditko's World Featuring...Static (en réalité Revolver #7–9)
- Eternity Smith (#1–5, puis publié dans to Hero Comics)
- Flaming Carrot (1985) (#6–17)
- French Ice
- Friends
- Gene Day's Black Zeppelin
- Holiday Out
- Howard Cruse's Barefootz: The Comix Book Stories
- Journey: The Adventures of Wolverine MacAlistaire (change d'éditeur pour Fantagraphics avant que Renegade cesse ses activités)
- Kafka
- Kilgore
- Love Fantasy
- Manimal
- Maxwell Mouse Follies
- Mechthings
- Ms. Tree
- Ms. Tree 3-D
- Ms. Tree Rock & Roll Summer Special
- Murder (en réalité Revolver #10–12)
- Neil the Horse
- normalman (1985) (#9–12,3-D Annual #1)
- Open Season (continue dans Strawberry Jam Comics)
- Phony Pages
- Renegade Romance
- Revolver
- Robot Comics
- Roscoe The Dawg, Ace Detective
- Shadows from the Grave
- Silent Invasion (change d'éditeur pour Caliber Comics)
- Spiral Cage
- Starbikers
- Starbinders
- Strata
- Suburban Nightmares
- T-Minus-1
- Tony Bravado: Trouble-Shooter
- Trypto The Acid Dog
- Valentino
- Vicki Valentine
- Wimmen's Comix #11–13
- Wordsmith (change d'éditeur pour Caliber Comics)